# کاکایی هرمن
کاکایی هرمن (نام علمی: Larus heermanni) نام یک گونه از سرده کاکایی است.